# Kikuko
Kikuko (Nhật ngữ:喜久子, 伎共子 hay 記久子:  Những người đáng chú ý mang tên này bao gồm:
- Kikuko Inoue (井上 喜久子? born 1964), ca sĩ và diễn viên lồng tiếng Nhật Bản
- Kikuko Kanai (金井 喜久子? 1911–1986), nhà soạn nhạc Nhật Bản
- Kikuko Kawakami (川上 喜久子? 1904–1985), nhà văn Nhật Bản
- Kikuko Masumoto (増本 伎共子? born 1937), nghệ sĩ piano Nhật Bản, nhà giáo dục âm nhạc và nhà soạn nhạc cổ điển
- Tokugawa Kikuko (徳川 喜久子? 1911–2004), sau này là Thân vương phi Takamatsu của Nhật Bản
- Kikuko Tsumura (津村 記久子? sinh năm 1978), nhà văn Nhật Bản